# Lone Drøscher Nielsen
Lone Drøscher Nielsen (nascida em 4 de novembro de 1964) é uma conservacionista de vida selvagem e primatologa. Nasceu e cresceu em Aalborg, na Dinamarca e viu um orangotango pela primeira vez no Jardim Zoológico da Aalborg. Mais tarde quando estava trabalhando como aeromoça da companhia área escandinávia, Scandinavian Airlines, ofereceu-se para um projeto de um mês de duração em Bornéu, na Indonésia e aqui ela entrou em contato com os orangotangos novamente. Ela descobriu que era capaz de lidar com a vida sem electricidade ou água quente no meio da selva.
Drøscher Nielsen percebeu a situação do orangotango-de-bornéu, um primata altamente inteligente, que compartilha quase 97% de seu DNA com os humanos, e que está rapidamente perdendo seu habitat natural devido ao desmatamento e as plantações de óleo de palma. Em 1996 mudou-se permanentemente para Bornéu para ajudar a salvar os orangotangos da extinção.